# George Villiers (1759-1827)
Pour les articles homonymes, voir George Villiers et Villiers.
George Villiers (23 novembre 1759 - 21 mars 1827), est un courtisan et homme politique britannique de la famille Villiers. Plus jeune fils du diplomate Thomas Villiers (1er comte de Clarendon), il est un intime de la princesse Amelia et un partisan de son père, George III. Sa faveur au sein de la famille royale et l'influence de son père lui apportent un certain nombre de sinécures pour le soutenir. Cependant, Villiers est plus intéressé par le fonctionnement des fermes royales du Château de Windsor que par la politique ou les devoirs de ses fonctions. Lors de l'examen minutieux de sa comptabilité de payeur des marines en 1810, l'imprudence de Villiers et les spéculations de son commis ont laissé plus de 250 000 £ de déficit. Cette affaire provoque un scandale public; Villiers cède rapidement tous ses biens à la Couronne. L'inconduite de Joseph Hunt en tant que trésorier de l'Ordnance a quelque peu occulté l'inconduite de Villiers, ce qui lui permet de conserver d'autres sinécures et un revenu stable, bien que réduit, jusqu'à sa mort en 1827.

## Éducation et carrière politique

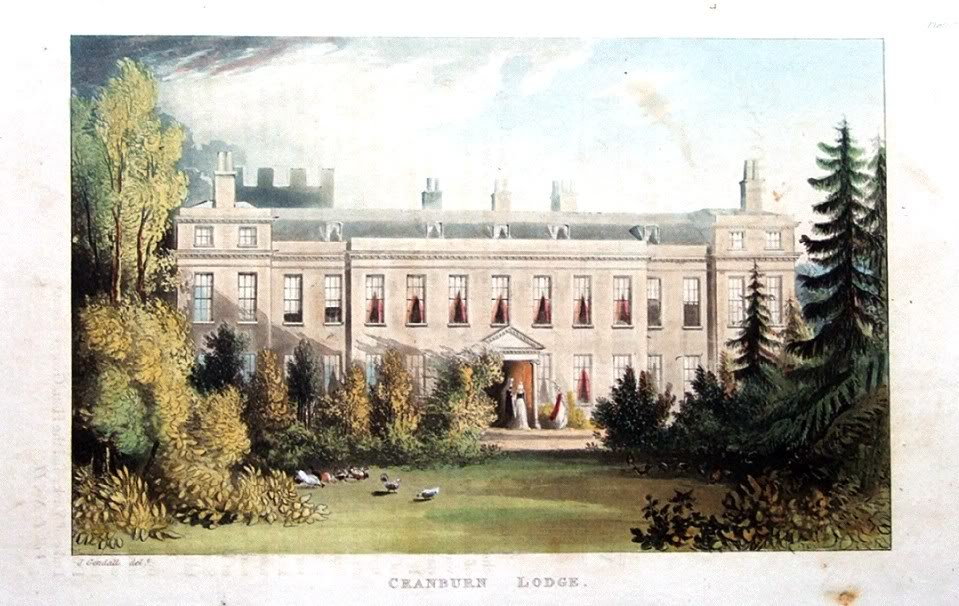
Cranbourne Lodge (de John Gendall) dans l'actuel Windsor Great Park, résidence de Villiers de 1805 à 1812

Villiers est le plus jeune fils de Thomas Villiers (1er comte de Clarendon) et Charlotte Capell. Ses grands-parents maternels sont William Capell, 3e comte d'Essex et Jane Hyde. George, comme son frère, fait ses études au Collège d'Eton, puis au St John's College, à Cambridge, où il obtient une maîtrise en 1779. C’est vraisemblablement sous l’influence de son père, alors Chancelier du duché de Lancastre sous le premier ministère Pitt, qu'il est nommé gentilhomme de la chambre de George III le 13 janvier 1783 et greffier du Conseil et greffier du duché de Lancastre en août 1786. Courtisan  Villiers est surnommé "Tigre" parmi son parti pour son soutien véhément au roi; bien que, comme l'observe Frances Burney, sa "personne remarquablement mince, légère et délicate" ne correspond pas à son surnom .
En 1792, Villiers achète le soutien de Lord Warwick  et est élu député de Warwick lors de l'élection partielle du 18 janvier 1792  en tant que conservateur . Le 19 mars 1792, peu de temps après son entrée au Parlement, Villiers est nommé à la fonction de payeur des marines, une sinécure qui finit par causer sa perte. Le salaire de ce poste est fixé à 600 £ par an après une réforme en 1800 . En 1794, il devient le capitaine commandant de la Western Troop nouvellement formée des Hertfordshire Gentlemen et de Yeomanry-Cavalry .
Il est réélu sans opposition en 1796 mais ne représente pas en 1802. Bien qu’il soit un soutien du gouvernement de Pitt, il se rend rarement à la Chambre des communes. George Rose déclare dans une lettre que la perte de Villiers n'aurait aucun impact sur les conservateurs . Alors qu'il est député, en 1798, il épouse la fille de John Parker (1er baron Boringdon), Thérèse, qui lui donne dix enfants au cours des deux décennies suivantes . Après avoir quitté le Parlement, Villiers poursuit sa présence à la Cour et transmet au roi des messages de la princesse royale de Stuttgart. En 1803, ses fonctions de payeur sont élargies et le 9 mai, il est renommé payeur et inspecteur général de la Marine, avec un salaire de 1 000 £ par an . La même année, il est nommé capitaine dans la cavalerie des volontaires de Watford. Villiers est disposé à intercéder auprès du roi au nom de Pitt afin de satisfaire le désir de ce dernier de mettre en place un ministère plus complet, sans succès. Il amène alors les amis de Pitt au ministère de tous les talents en 1806.
Villiers, en effet, jouit d'une faveur considérable auprès du roi  qui lui accorde une prime privée de 400 £ par an en 1804 après avoir été contraint de lui refuser un poste à Windsor Park. Il est autorisé à exercer simultanément ses fonctions de gentilhomme de la chambre à coucher et de payeur, et le roi décide de le charger de ses fermes à Windsor comme bailli. Villiers et sa famille vivent à Windsor Old Lodge jusqu'en 1805, date à laquelle il est nommé gardien de Cranbourne Chase. Il s'installe ensuite à Cranbourne Lodge, sa résidence récemment rénovée. Villiers et son épouse sont particulièrement intimes avec la princesse Amelia, la fille préférée du roi, expliquant en partie la faveur royale qui lui est accordée . Avec la chute du ministère de tous les talents en 1807 et la formation du gouvernement de Portland, le duc de Cumberland fait pression sur Portland pour qu'il accorde à Villiers la maîtrise des Buckhounds ou un autre poste, au motif que Villiers a rendu " services très sérieux et importants" à la famille royale, mais sans succès.
En 1809, à la mort de John Fordyce, arpenteur général des recettes foncières de la Couronne, Portland propose de réunir ce poste avec celui d'arpenteur général des Forêts, Parcs et Chasses, alors détenu par Lord Glenbervie par une commission de trois membres et de faire de Villiers l'un des commissaires subalternes. Cette réorganisation des terres de la Couronne est temporairement interrompue par la démission de Portland et la formation d'un nouveau gouvernement dirigé par Spencer Perceval. L'idée de nommer Villiers n’est pas très populaire; Lord Glenbervie, le commissaire principal proposé, exprime sa colère face à la nomination de Villiers par Perceval .
Néanmoins, Villiers continue de faire valoir ses prétentions auprès de Perceval dans une lettre du 18 octobre 1809. Il a, dit-il, refusé une pension de 1 200 £ par an pour "des raisons" auxquelles on ne peut jamais faire allusion publiquement "  et a reçu une promesse de Portland de remplacer Fordyce en tant qu'arpenteur général des terres (poste qui vaut 2 000 £ par an). Villiers se serait toutefois satisfait du commissariat et de 1 000£ par an en plus, à condition qu'il puisse conserver son poste de payeur. En fait, ce poste est sur le point de devenir le moteur de la chute politique de Villiers. Il semble avoir reçu les fonctions de greffier de la vice-cour de l'amirauté de Gibraltar et du commissaire de la cour de vice-amirauté d'Antigua à cette époque .

## Scandale et disgrâce
La valeur, pour une Sinécure, d’un poste tel que celui de payeur de la Marine ne réside pas tant dans le traitement officiel qui s’y rattache, mais dans les procédures comptables laxistes associées au décaissement des fonds, ce qui permet au fonctionnaire de conserver des sommes importantes dans ses propres mains pendant de nombreuses années jusqu'à ce que les comptes soient rendus . Le bureau du payeur général est réformé en 1783 pour éviter ces abus  mais ces changements n'ont pas encore été étendus à la Marine pendant le mandat de Villiers.
Il semble s’être peu intéressé à ses fonctions officielles de payeur et d’inspecteur général, laissant les affaires entre les mains d’Edmund Waters . Celui-ci est son secrétaire particulier et lorsque Villiers entre en fonction en tant que payeur, Waters est nommé greffier en chef de ce département et devient payeur adjoint en 1797 . Waters et Villiers ont investi dans l’immobilier, une partie de l’argent passant par le bureau; malheureusement pour Villiers, Waters détourne une partie des fonds pour ses propres dépenses dans l'Opéra, et les comptes du bureau sont très déficitaires.
Conscient de l'état alarmant des comptes du bureau, Waters se retire du Marine Pay Office en 1807 en tant qu'homme fortuné (mais perd sa fortune à cause de ses dépenses dans l'opéra) . Le régime laxiste au sein du bureau de paye fonctionne toutefois jusqu'au 27 décembre 1809, date à laquelle Perceval se rend compte de l'état des comptes de Villiers. Villiers, à son crédit, démissionne immédiatement et prend la responsabilité de ses dettes officielles . Perceval lui permet de présenter sa démission directement au roi, mais Villiers ne peut faire face à son maître. Dans une lettre du 15 janvier 1810, Perceval informe le roi de l'état des lieux, attribuant en grande partie la responsabilité de la situation à Waters. La lettre de Perceval indique que "des rapports circulaient sur le sujet de telle sorte qu'il était impossible d'espérer qu'il ne ferait pas l'objet d'observations du Parlement". À ce moment-là, les comptes de Villiers ont été vérifiés au cours de l'année 1804, révélant qu'il est en retard dans le paiement de la somme colossale de 280 000 livres sterling. Sur les conseils de son beau-frère Boringdon, Villiers cède tous ses biens à la Couronne, bien qu'il ne puisse espérer payer la totalité de la somme par ce moyen. L'épisode le laisse dans un état de prostration nerveuse, d'autant plus qu'il a alors cinq enfants à nourrir . Une lettre de "AB" dans le registre politique de Cobbett du 27 janvier 1810 attaque Villiers pour ses comptes et estime que sa dette, avec intérêts, pourrait s'élever à 500 000 £ .
Heureusement pour Villiers, son cas ne devait pas être poursuivi avec la plus grande rigueur. Dans une certaine mesure, il est protégé par les efforts conjugués des amis de Boringdon et du Whig George Tierney, ainsi que par sa propre action rapide consistant à donner ses propriétés par le biais de plusieurs procès-verbaux. La banqueroute de Joseph Hunt, trésorier de l'Ordnance, attire l'attention et sauve Villiers de toute la colère du comité des finances. Leur rapport en la matière indique que le bref d’extension a été fixé à 264 000 £, mais que 91 000 £ seulement ont été collectés à la suite de la vente de sa propriété et environ 30 000 £ à partir des titres et de la caution constituée pour lui lors de son entrée en fonction. Le comité recommande la suppression du poste de payeur de la Marine et le transfert de ses fonctions au trésorier de la Marine, recommandation sur laquelle il n’est pas donné suite. Selon Boringdon, Villiers se retrouve avec une dette de 1 500  à   2 000 £, un revenu annuel de 2 000 à 3 000 £ et la propriété de Cranbourne Lodge .
Cependant, sa disgrâce n'est pas terminée. Après sa démission, Villiers est remplacé par Edmund Phipps , le frère de Lord Mulgrave, comme payeur et perd sa place en tant que commissaire aux bois et forêts. Le 4 mai 1810, après la publication du rapport du Comité des finances, il est informé que le roi lui a retiré la surveillance des fermes de Windsor (il perd également le rang). La nouvelle le plonge dans un état de grande détresse mentale. il écrit au roi pour le prier de suspendre son jugement sur les points soulevés dans le rapport de la commission. Le roi répond qu'il est "indispensable" de destituer Villiers de ses fonctions dans les circonstances, mais il exprime sa sympathie et suspend le jugement .
La catastrophe finale pour Villiers se produit en novembre, à la mort de la princesse Amelia. Après sa mort, Villiers et son épouse tentent de faire chanter la famille royale en menaçant (dans une lettre à son médecin, Sir Henry Halford) de publier une partie de sa correspondance, à la grande surprise de sa sœur, la princesse Mary . La famille quitte finalement Cranborne Lodge en 1812.
Le démêlage de ses comptes se poursuit jusqu'en 1819, prolongé par ses ennemis au bureau de la marine et par sa propre incapacité financière. Un solde de 220 000 £ est finalement établi contre lui, mais sa carrière est à présent totalement ruinée. En 1815, il quitte son poste de gentilhomme de la chambre à coucher mais conserve ses fonctions de vice-amirauté jusqu'à sa mort . En 1824, il devient héritier présomptif du comté de Clarendon mais meurt en 1827 sans en hériter.

## Mariage et enfants

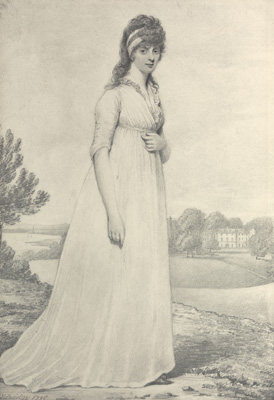
L'hon. Theresa Parker, épouse de George Villiers

Le 17 avril 1798, George épouse Theresa Parker. Elle est une fille de John Parker (1er baron Boringdon) et sa deuxième épouse Theresa Robinson. Ses grands-parents maternels sont Thomas Robinson (1er baron Grantham) et Frances Worsley. Ils ont dix enfants:
- Georgiana Villiers (12 février 1799 - 16 mars 1799)
- George Villiers (4e comte de Clarendon) (27 janvier 1800 - 27 juin 1870)
- Thomas Hyde Villiers (24 janvier 1801 - 3 décembre 1832)
- Charles Pelham Villiers (3 janvier 1802 - 16 janvier 1898)
- Maria Theresa Lewis (8 mars 1803 - 9 novembre 1865). Mariée au romancier Thomas Henry Lister, le 6 novembre 1830, ils ont une fille, Alice Beatrice (décédée en 1863), qui épouse Algernon Borthwick (1er baron Glenesk). Après le décès de son premier mari, elle épouse le 25 octobre 1844 l'homme politique George Cornewall Lewis.
- Frederick Adolphus Villiers (17 février 1805 - 21 novembre 1806)
- Edward Ernest Villiers (23 mars 1806 - 30 octobre 1843). Il épouse Elizabeth Charlotte Liddell, fille de Thomas Liddell (1er baron Ravensworth), laissant un fils et trois filles. Leur fille Edith Villiers épouse Robert Bulwer-Lytton, premier comte de Lytton et devient dame de la chambre de la reine Victoria et de la reine Alexandra.
- Augustus Villiers (2 mars 1808 - 24 mars 1808)
- Henry Montagu Villiers (4 janvier 1813 - 9 août 1861), évêque de Durham de 1860 à sa mort.
- Augustus Algernon Villiers, RN (14 avril 1817 - 13 juillet 1843), mort célibataire, chevalier de l'ordre d'Isabelle la Catholique